# Kulpino (obwód wołogodzki)
Kulpino (ros. Кульпино) – wieś w Rosji, w rejonie szeksnińkim obwodu wołogodzkiego. W 2010 r. liczyła 17 mieszkańców.